# Aulonemia boliviana
Aulonemia boliviana är en gräsart som beskrevs av Stephen Andrew Renvoize. Aulonemia boliviana ingår i släktet Aulonemia och familjen gräs.
Artens utbredningsområde är Bolivia. Inga underarter finns listade i Catalogue of Life.